# Kārlis Upenieks
Kārlis Upenieks (21 agosto 1914 – 12 aprile 1945) è stato un calciatore lettone.

## Carriera

### Club
Nel periodo in cui ha giocato in nazionale militava nell'RFK Riga, formazione con cui vinse almeno un campionato lettone.

### Nazionale
Il suo unico incontri in nazionale risale al 22 agosto 1935 nell'incontro di Coppa del Baltico contro l'Estonia; la sua partita durò per altro solo 27 minuti, venendo sostituito da Ēriks Pētersons..

### Allenatore
Fu l'ultimo allenatore della Lettonia prima dello scoppio della Seconda Guerra Mondiale e della conseguente annessione all'Unione Sovietica; diresse i lettoni nell'amichevole contro l'Estonia disputata il 18 luglio 1940.

## Statistiche

### Cronologia presenze e reti in Nazionale
| Cronologia completa delle presenze e delle reti in nazionale ― Lettonia | Cronologia completa delle presenze e delle reti in nazionale ― Lettonia | Cronologia completa delle presenze e delle reti in nazionale ― Lettonia | Cronologia completa delle presenze e delle reti in nazionale ― Lettonia | Cronologia completa delle presenze e delle reti in nazionale ― Lettonia | Cronologia completa delle presenze e delle reti in nazionale ― Lettonia | Cronologia completa delle presenze e delle reti in nazionale ― Lettonia | Cronologia completa delle presenze e delle reti in nazionale ― Lettonia |
| Data                                                                    | Città                                                                   | In casa                                                                 | Risultato                                                               | Ospiti                                                                  | Competizione                                                            | Reti                                                                    | Note                                                                    |
| ----------------------------------------------------------------------- | ----------------------------------------------------------------------- | ----------------------------------------------------------------------- | ----------------------------------------------------------------------- | ----------------------------------------------------------------------- | ----------------------------------------------------------------------- | ----------------------------------------------------------------------- | ----------------------------------------------------------------------- |
| 22-8-1935                                                               | Tallinn                                                                 | Estonia                                                                 | 1 – 1                                                                   | Lettonia                                                                | Coppa del Baltico 1935                                                  | -                                                                       | 27’                                                                     |
| Totale                                                                  |                                                                         | Presenze                                                                | 1                                                                       |                                                                         | Reti                                                                    | 0                                                                       |                                                                         |

- Campionato lettone: 1

1935